# 六日町郵便局
六日町郵便局（むいかまちゆうびんきょく）
- 新潟県南魚沼市にある郵便局。本記事にて記述する。

六日町簡易郵便局（むいかまちかんいゆうびんきょく）
- 宮崎県東諸県郡国富町にある簡易郵便局。局番号は73748。

六日町郵便局（むいかまちゆうびんきょく）は新潟県南魚沼市にある郵便局。民営化前の分類では集配特定郵便局であった。

## 概要
住所：〒949-6699 新潟県南魚沼市六日町2115
民営化直前の集配業務再編において、多くの集配特定郵便局は配達センターとなったが、当局は地域郵便輸送の拠点として統括センターとされたため、民営化に際し郵便事業株式会社の支店が併設された。

### 分室
- 塩沢集配分室 - 2012年（平成24年）10月1日に、郵便事業六日町支店塩沢集配センターを引き継ぐ形で設置。

## 沿革
- 1875年（明治8年）1月2日 - 六日町郵便局（五等）として開設[1]。
- 1876年（明治9年） - 為替取扱を開始。
- 1879年（明治12年）3月10日 - 貯金取扱を開始。
- 1897年（明治30年）2月11日 - 六日町郵便電信局となる。
- 1903年（明治36年）4月1日 - 通信官署官制の施行に伴い六日町郵便局となる。
- 1953年（昭和28年）6月1日 - 電気通信業務の取扱を六日町電報電話局に移管[2]。
- 1956年（昭和31年）11月1日 - 電話通話および和文電報受付事務の取扱を開始。
- 1985年（昭和60年）6月6日 - 風景入通信日付印の使用を開始。
- 2005年（平成17年）10月31日 - 五十沢（いかざわ）郵便局から「949-67xx」区域の集配業務を移管[3]。
- 2007年（平成19年）10月1日 - 民営化に伴い、併設された郵便事業六日町支店に一部業務を移管。
- 2008年（平成20年）8月25日 - 郵便事業六日町支店が統括する越後上田集配センター（南魚沼市長崎、〒949-6599）を廃止。取扱業務を塩沢集配センターに引継ぐ。
- 2012年（平成24年）10月1日 - 日本郵便株式会社発足に伴い、郵便事業六日町支店を六日町郵便局に統合するとともに、郵便事業六日町支店塩沢集配センターを引き継ぐ形で塩沢集配分室を設置。

## 取扱内容
- 郵便、印紙、ゆうパック、内容証明
- 貯金、為替、振替、振込、国際送金、国債、投資信託
- 生命保険、バイク自賠責保険
- ゆうちょ銀行ATM
- 「949-66xx」「949-67xx」区域（南魚沼市（旧南魚沼郡六日町域の一部））の集配業務
- ゆうゆう窓口

## 風景印
- 表記は『新潟六日町』
- 図案は雪国特有の民具『蓑帽子、藁靴』・『坂土山』・『ショウブ』
- 使用開始日は1985年（昭和60年）6月6日

## 周辺
- 南魚沼市役所
- 南魚沼警察署
- 南魚沼市民会館
- 新潟県立六日町高等学校
- 南魚沼市立六日町小学校
- 六日町温泉
- 国道17号
- 国道291号
- 新潟県道131号六日町停車場線
- 魚野川

## アクセス
- JR上越線、北越急行ほくほく線 六日町駅から南東へ約400m（徒歩約7分）
- 南越後観光バス 六日町駅角停留所下車
- 関越自動車道 六日町ICから南へ約2km
- 新潟県道434号大月六日町線沿い
- 駐車場あり：6台